# Sniježnica (jezero)
Sniježnica je umjetno jezero 30-ak kilometara od Tuzle u smjeru Bijeljine, koje se nalazi na području općina Sapna i Teočak. Napravljeno je za potrebe opskrbe vodom termoelektrane Ugljevik. Jezero su puni vodom iz Rastošničke rijeke, a voda se ispušta u rijeku Janju. Najveća dubina jezera iznosi 46 metara.

## Povijest
Izgradnja termoelektrane u Ugljeviku počela je 1979. godine. Zbog potreba za velikim količinama vode za rad postrojenja TE, u isto vrijeme, krenulo se i s izgradnjom akumulacijskog jezera. Usporedo s radovima vršena je i eksproprijacija zemljišta, koje je trebalo biti potopljeno budućim jezerom. To je zemljište obuhvaćalo dijelove tadašnje općine Ugljevik (dio sela Sniježnica, sada dio općine Teočak), općine Zvornik (dio sela Rastošnica, sada dio općine Sapna) i Lopare (dio sela Priboj) koji su također morali biti iseljeni. Pored privatnih objekata, i pravoslavna crkva u Rastošnici djelomično je potopljena i još uvijek se nalazi u priobalju jezera.

## Galerija
- Pogled prema Sniježnici s pribojske strane jezera
- Pogled prema Rastošnici s pribojske strane jezera
- Pogled prema Rastošnici s pribojske strane jezera
- Pogled prema Sniježnici s pribojske strane jezera
- Plaža Jezero Sniježnica
- Jezerska brana
- Brana i pogled prema pribojskoj strani jezera

## Vanjske poveznice
- Teočak  Arhivirana inačica izvorne stranice od 20. ožujka 2021. (Wayback Machine) Jezero Sniježnica kod Teočaka